# Mistrzostwa Azji w Lekkoatletyce 2023
25. Mistrzostwa Azji w Lekkoatletyce – zawody lekkoatletyczne, które odbyły się w dniach 12-16 lipca 2023 w Bangkoku.

## Rezultaty

### Mężczyźni
| Konkurencja                   | 1. miejsce                                                                         | Wynik     | 2. miejsce                                                            | Wynik     | 3. miejsce                                                                    | Wynik     |
| ----------------------------- | ---------------------------------------------------------------------------------- | --------- | --------------------------------------------------------------------- | --------- | ----------------------------------------------------------------------------- | --------- |
| Bieg na 100 m                 | Hiroki Yanagita                                                                    | 10,02     | Abdullah Abkar Mohammed                                               | 10,19     | Hassan Taftian                                                                | 10,23     |
| Bieg na 200 m                 | Towa Uzawa                                                                         | 20,23     | Yang Chun-han                                                         | 20,48     | Koki Ueyama                                                                   | 20,53     |
| Bieg na 400 m                 | Kentarō Satō                                                                       | 45,00     | Fuga Sato                                                             | 45,13     | Youssef Masrahi                                                               | 45,19     |
| Bieg na 800 m                 | Abu Bakr Haydar Abdalla                                                            | 1:45,53   | Krishan Kumar                                                         | 1:45,88   | Ebrahim Al-Zofairi                                                            | 1:46,11   |
| Bieg na 1500 m                | Ajay Kumar Saroj                                                                   | 3:41,51   | Yusuke Takahashi                                                      | 3:42,04   | Liu Dezhu                                                                     | 3:42,30   |
| Bieg na 5000 m                | Hyuga Endo                                                                         | 13:34,94  | Kazuya Shiojiri                                                       | 13:43,92  | Gulveer Singh                                                                 | 13:48,33  |
| Bieg na 10 000 m              | Ren Tazawa                                                                         | 29:18,44  | Shadrack Kimutai Koech                                                | 29:31,63  | Abhishek Pal                                                                  | 29:33,26  |
| Bieg na 3000 m z przeszkodami | Ryōma Aoki                                                                         | 8:34,91   | Yaser Bagharab                                                        | 8:37,11   | Seiya Sunada                                                                  | 8:39,17   |
| Bieg na 110 m przez płotki    | Shunya Takayama                                                                    | 13,29     | Xu Zhuoyi                                                             | 13,39     | Yaqoub Alyouha                                                                | 13,56     |
| Bieg na 400 m przez płotki    | Bassem Hemeida                                                                     | 48,64     | Yusaku Kodama                                                         | 48,96     | Santhosh Kumar Tamilarasan                                                    | 49,09     |
| Sztafeta 4 × 100 m            | Tajlandia Natawat Iamudom · Soraoat Dapbang · Chayut Khongprasit · Puripol Boonson | 38,55 ·   | Chiny Wu Zhiqiang · Xie Zhenye · Chen Jiapeng · Chen Guanfeng         | 38,87     | Korea Południowa Simon Lee · Ko Seung-hwan · Shin Min-kyu · Park Won-jin      | 38,99     |
| Sztafeta 4 × 400 m            | Sri Lanka Aruna Darshana · Rajitha Niranjan · Pabasara Niku · Kalinga Kumarage     | 3:01,56   | Indie Amoj Jacob · Muhammed Variyathodi · Mijo Kurian · Rajesh Ramesh | 3:01,80   | Katar Bassem Hemeida · Abu Bakr Haydar Abdalla · Ismail Abakar · Ashraf Osman | 3:04,26   |
| Chód na 20 km                 | Yutaro Murayama                                                                    | 1:24:41   | Wang Kaihua                                                           | 1:25:30   | Vikash Singh                                                                  | 1:29:33   |
| Skok wzwyż                    | Woo Sang-hyeok                                                                     | 2,28      | Sarvesh Anil Kushare                                                  | 2,26      | Tawan Kaeodam                                                                 | 2,26      |
| Skok o tyczce                 | Ernest John Obiena                                                                 | 5,91      | Husajn Asim Al Hizam                                                  | 5,56      | Huang Bokai                                                                   | 5,51      |
| Skok w dal                    | Lin Yu-tang                                                                        | 8,40 ·    | Murali Sreeshankar                                                    | 8,37      | Zhang Mingkun                                                                 | 8,08      |
| Trójskok                      | Abdulla Aboobacker                                                                 | 16,92     | Hikaru Ikehata                                                        | 16,73     | Kim Jang-woo                                                                  | 16,59     |
| Pchnięcie kulą                | Tajinderpal Singh Toor                                                             | 20,23     | Mehdi Saberi                                                          | 19,98     | Iwan Iwanow                                                                   | 19,87     |
| Rzut dyskiem                  | Abudu’aini Tu’ergong                                                               | 61,19     | Eissa Zankawi                                                         | 60,23     | Muhammad Irfan Bin Shamshuddin                                                | 59,63     |
| Rzut młotem                   | Wang Qi                                                                            | 72,13     | Suchrob Chodżajew                                                     | 71,83     | Shota Fukuda                                                                  | 71,80     |
| Rzut oszczepem                | Genki Dean                                                                         | 83,15     | Manu Devarakeshavi Prakasha                                           | 81,01     | Muhammad Yasir                                                                | 79,93     |
| Dziesięciobój                 | Yuma Maruyama                                                                      | 7745 pkt. | Sutthisak Singkhon                                                    | 7626 pkt. | Tejaswin Shankar                                                              | 7527 pkt. |

### Kobiety
| Konkurencja                   | 1. miejsce                                                                         | Wynik     | 2. miejsce                                                                                           | Wynik     | 3. miejsce                                                                                     | Wynik     |
| ----------------------------- | ---------------------------------------------------------------------------------- | --------- | --- | --------- | ---------------------------------------------------------------------------------------------- | --------- |
| Bieg na 100 m                 | Shanti Veronica Pereira                                                            | 11,28     | Farzaneh Fasihi                                                                                      | 11,39     | Ge Manqi                                                                                       | 11,40     |
| Bieg na 200 m                 | Shanti Veronica Pereira                                                            | 22,70     | Jyothi Yarraji                                                                                       | 23,13     | Li Yuting                                                                                      | 23,25     |
| Bieg na 400 m                 | Nadeesha Ramanayaka                                                                | 52,61     | Farida Solieva                                                                                       | 52,95     | Aishwarya Kailash Mishra                                                                       | 53,07     |
| Bieg na 800 m                 | Tharushi Dissanayaka                                                               | 2:00,66   | K.M. Chandra                                                                                         | 2:01,58   | Gayanthika Abeyratne                                                                           | 2:03,25   |
| Bieg na 1500 m                | Nozomi Tanaka                                                                      | 4:06,75   | Yume Goto                                                                                            | 4:13,25   | Gayanthika Abeyratne                                                                           | 4:14,39   |
| Bieg na 5000 m                | Yuma Yamamoto                                                                      | 15:51,16  | Parul Chaudhary                                                                                      | 15:52,35  | K.M. Ankita                                                                                    | 16:03,33  |
| Bieg na 10 000 m              | Haruka Kokai                                                                       | 32:59,36  | Momoka Kawaguchi                                                                                     | 33:18,72  | Bayartsogtyn Mönkhzayaa                                                                        | 33:24,79  |
| Bieg na 3000 m z przeszkodami | Parul Chaudhary                                                                    | 9:38,76   | Xu Shuangshuang                                                                                      | 9:44,54   | Reimi Yoshimura                                                                                | 9:48,48   |
| Bieg na 100 m przez płotki    | Jyothi Yarraji                                                                     | 13,09     | Asuka Terada                                                                                         | 13,13     | Masumi Aoki                                                                                    | 13,26     |
| Bieg na 400 m przez płotki    | Robyn Lauren Brown                                                                 | 57,50     | Eri Utsunomiya                                                                                       | 57,73     | Ami Yamamoto                                                                                   | 57,80     |
| Sztafeta 4 × 100 m            | Chiny Liang Xiaojing · Wei Yongli · Yuan Qiqi · Ge Manqi                           | 43,35     | Japonia Miu Kurashige · Arisa Kimishima · Remi Tsuruta · Midori Mikase                               | 43,95     | Tajlandia Supawan Thipat · Supanich Poolkerd · On-Uma Chattha · Athicha Phetkun                | 44,56     |
| Sztafeta 4 × 400 m            | Wietnam Nguyễn Thị Ngọc · Hoàng Thị Minh Hạnh · Nguyễn Thị Huyền · Nguyễn Thị Hằng | 3:32,36   | Sri Lanka Nadeesha Ramanayaka · Lakshima Mendis · Nishendra Harshani Fernando · Tharushi Dissanayaka | 3:33,27   | Indie Rezoana Mallick Heena · Aishwarya Kailash Mishra · Jyothika Sri Dandi · Subha Venkatesan | 3:33,73   |
| Chód na 20 km                 | Yang Liujing                                                                       | 1:32:38   | Priyanka Goswami                                                                                     | 1:34:24   | Yukiko Umeno                                                                                   | 1:36:18   |
| Skok wzwyż                    | Kristina Owczinnikowa                                                              | 1,86      | Jelizawieta Matwiejewa                                                                               | 1,86      | Svetlana Radzivil                                                                              | 1,83      |
| Skok o tyczce                 | Li Ling                                                                            | 4,66 =    | Niu Chunge                                                                                           | 4,51      | Sukanya Chomchuendee                                                                           | 4,10      |
| Skok w dal                    | Sumire Hata                                                                        | 6,97 ·    | Shaili Singh                                                                                         | 6,54      | Zhong Jiawei                                                                                   | 6,46      |
| Trójskok                      | Mariko Morimoto                                                                    | 14,06     | Zeng Rui                                                                                             | 14,01     | Nguyễn Thị Hường                                                                               | 13,68     |
| Pchnięcie kulą                | Song Jiayuan                                                                       | 18,88     | Abha Khatua                                                                                          | 18,06     | Manpreet Kaur                                                                                  | 17,00     |
| Rzut dyskiem                  | Feng Bin                                                                           | 66,42     | Wang Fang                                                                                            | 58,49     | Subenrat Insaeng                                                                               | 55,80     |
| Rzut młotem                   | Zhao Jie                                                                           | 69,39     | Joy McArthur                                                                                         | 66,56     | Raika Murakami                                                                                 | 64,17     |
| Rzut oszczepem                | Marina Saitō                                                                       | 61,67     | Liu Shiying                                                                                          | 61,51     | Dilhani Lekamge                                                                                | 60,93     |
| Siedmiobój                    | Yekaterina Voronina                                                                | 6098 pkt. | Swapna Barman                                                                                        | 5840 pkt. | Yuki Yamasaki                                                                                  | 5696 pkt. |

### Zawody mieszane
| Konkurencja                 | 1. miejsce                                                                     | Wynik   | 2. miejsce                                                                                | Wynik   | 3. miejsce                                                              | Wynik   |
| --------------------------- | ------------------------------------------------------------------------------ | ------- | ----------------------------------------------------------------------------------------- | ------- | ----------------------------------------------------------------------- | ------- |
| Sztafeta mieszana 4 × 400 m | Indie Rajesh Ramesh · Aishwarya Kailash Mishra · Amoj Jacob · Subha Venkatesan | 3:14,70 | Sri Lanka Aruna Dharshana · Tharushi Dissanayaka · Kalinga Kumarage · Nadeesha Ramanayaka | 3:15,41 | Japonia Kenki Imaizumi · Haruna Kuboyama · Fuga Sato · Nanako Matsumoto | 3:15,71 |

## Klasyfikacja medalowa
Kolorem niebieskim oznaczono kraj organizujący mistrzostwa.
| Miejsce | Państwo          | Złoto | Srebro | Brąz | Razem |
| ------- | ---------------- | ----- | ------ | ---- | ----- |
| 1.      | Japonia          | 16    | 11     | 10   | 37    |
| 2.      | Chiny            | 8     | 8      | 6    | 22    |
| 3.      | Indie            | 6     | 12     | 9    | 27    |
| 4.      | Sri Lanka        | 3     | 2      | 3    | 8     |
| 5.      | Katar            | 2     | 1      | 1    | 4     |
| 6.      | Filipiny         | 2     | 0      | 0    | 2     |
| 6.      | Singapur         | 2     | 0      | 0    | 2     |
| 8.      | Kazachstan       | 1     | 2      | 1    | 4     |
| 8.      | Uzbekistan       | 1     | 2      | 1    | 4     |
| 10.     | Tajlandia        | 1     | 1      | 4    | 6     |
| 11.     | Chińskie Tajpej  | 1     | 1      | 0    | 2     |
| 12.     | Korea Południowa | 1     | 0      | 2    | 3     |
| 13.     | Wietnam          | 1     | 0      | 1    | 2     |
| 14.     | Iran             | 0     | 2      | 1    | 3     |
| 14.     | Arabia Saudyjska | 0     | 2      | 1    | 3     |
| 16.     | Kuwejt           | 0     | 1      | 2    | 3     |
| 17.     | Malezja          | 0     | 0      | 1    | 1     |
| 17.     | Mongolia         | 0     | 0      | 1    | 1     |
| 17.     | Pakistan         | 0     | 0      | 1    | 1     |
| Razem   | Razem            | 45    | 45     | 45   | 135   |